# Alstroemeria jocunda
Alstroemeria jocunda är en alströmeriaväxtart som beskrevs av Pierfelice Ravenna. Alstroemeria jocunda ingår i släktet alströmerior, och familjen alströmeriaväxter. Inga underarter finns listade i Catalogue of Life.